# Posterstein
Posterstein  est une commune allemande de l'est du land de Thuringe située dans l'arrondissement du Pays-d'Altenbourg. Posterstein fait partie de la Communauté d'administration de la Sprotte.

## Géographie

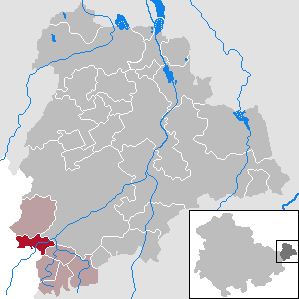
Situation de la commune (en rouge) à dans l'arrondissement d'Altenbourg

Posterstein est située au sud-ouest de l'arrondissement, sur la Westliche Sprötte et la Mannichswalder, affluents de la Sprötte, à la limite avec l'arrondissement de Greiz, à 7 km au sud-ouest de Schmölln et à 19 km au sud-ouest d'Altenbourg. La commune est composée des deux villages de Posterstein et Stolzenberg.
Communes limitrophes (en commençant par le nord et dans le sens des aiguilles d'une montre) : Löbichau, Nöbdenitz, Vollmershain, Heukewalde, Paitzdorf et Ronneburg.

## Histoire
La première mention écrite du village date de 1191. Au XVe siècle, il existe sur la rive droite de la Sprötte un château de Stein appartenant à la famille Puster, dont serait issu le nom du village. Ce château, datant du XIIe siècle, est agrandi à la Renaissance. Il est racheté par les baillis de Weida à la fin du XIIIe siècle.
Posterstein fera partie de la principauté de Reuss branche cadette (cercle de Gera), puis du duché de Saxe-Altenbourg (cercle oriental, ostkreis).
De 1952 à 1990, la commune  a fait partie de l'arrondissement de Gera-Land, dans le district de Gera.

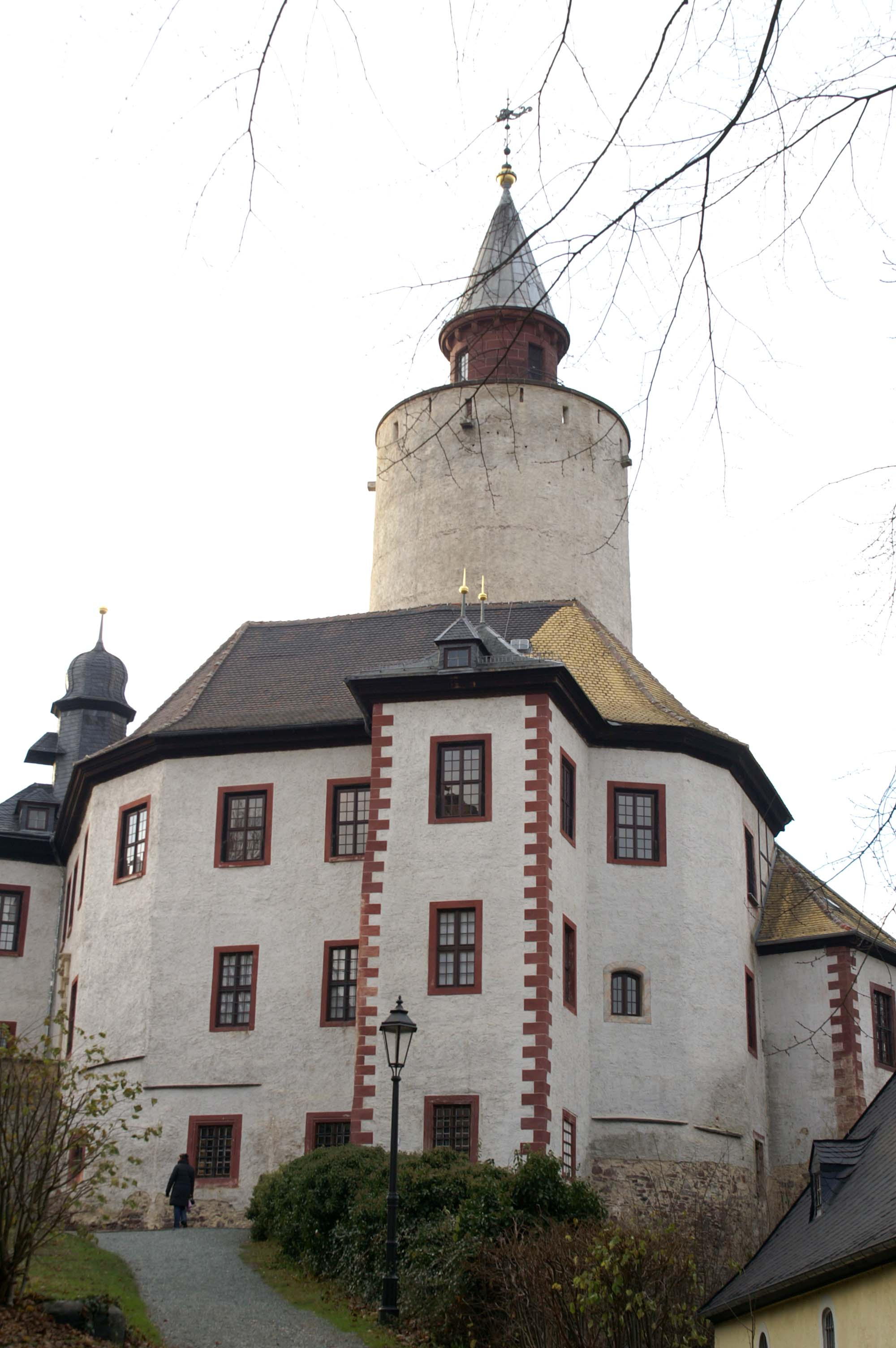
Le château de Posterstein
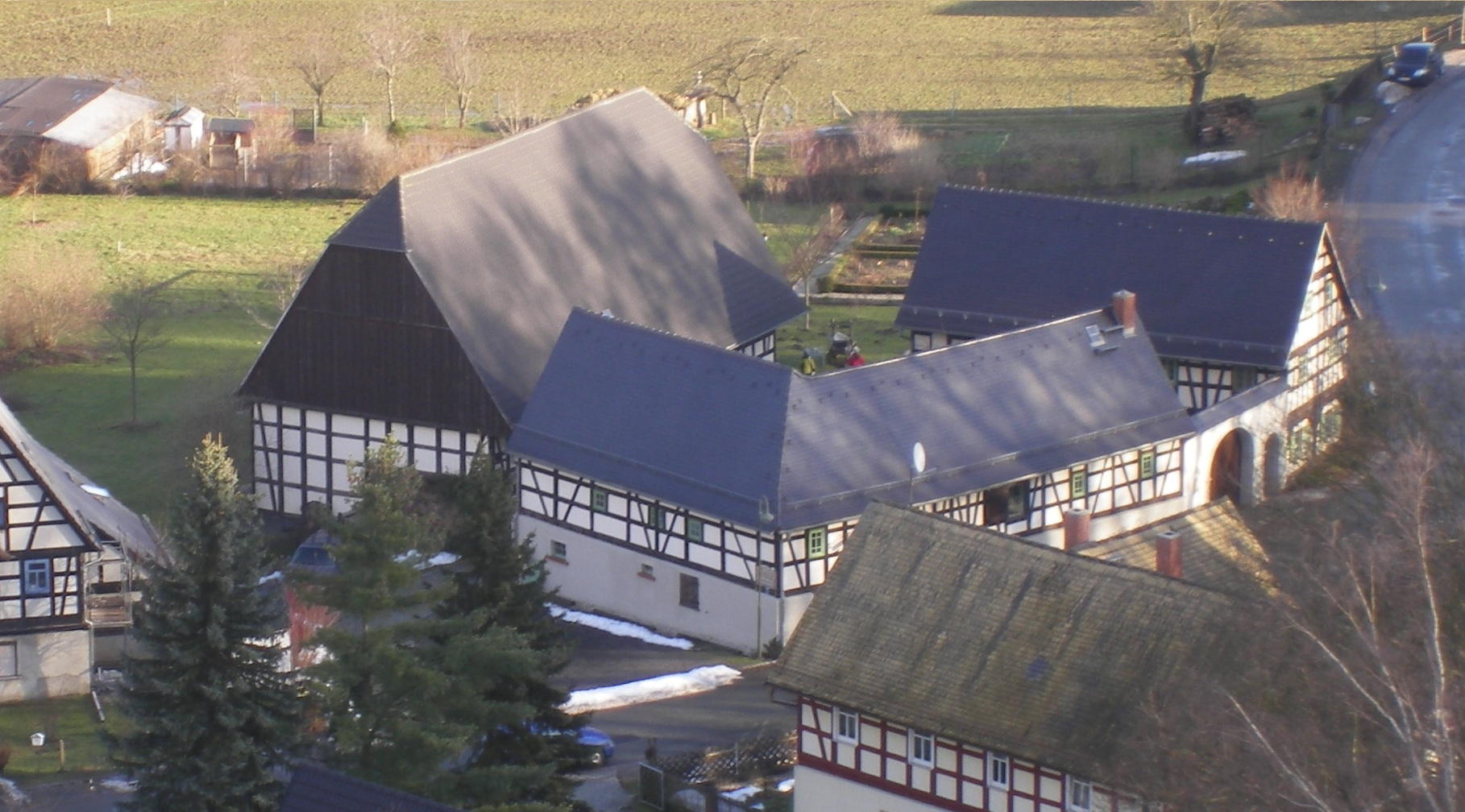
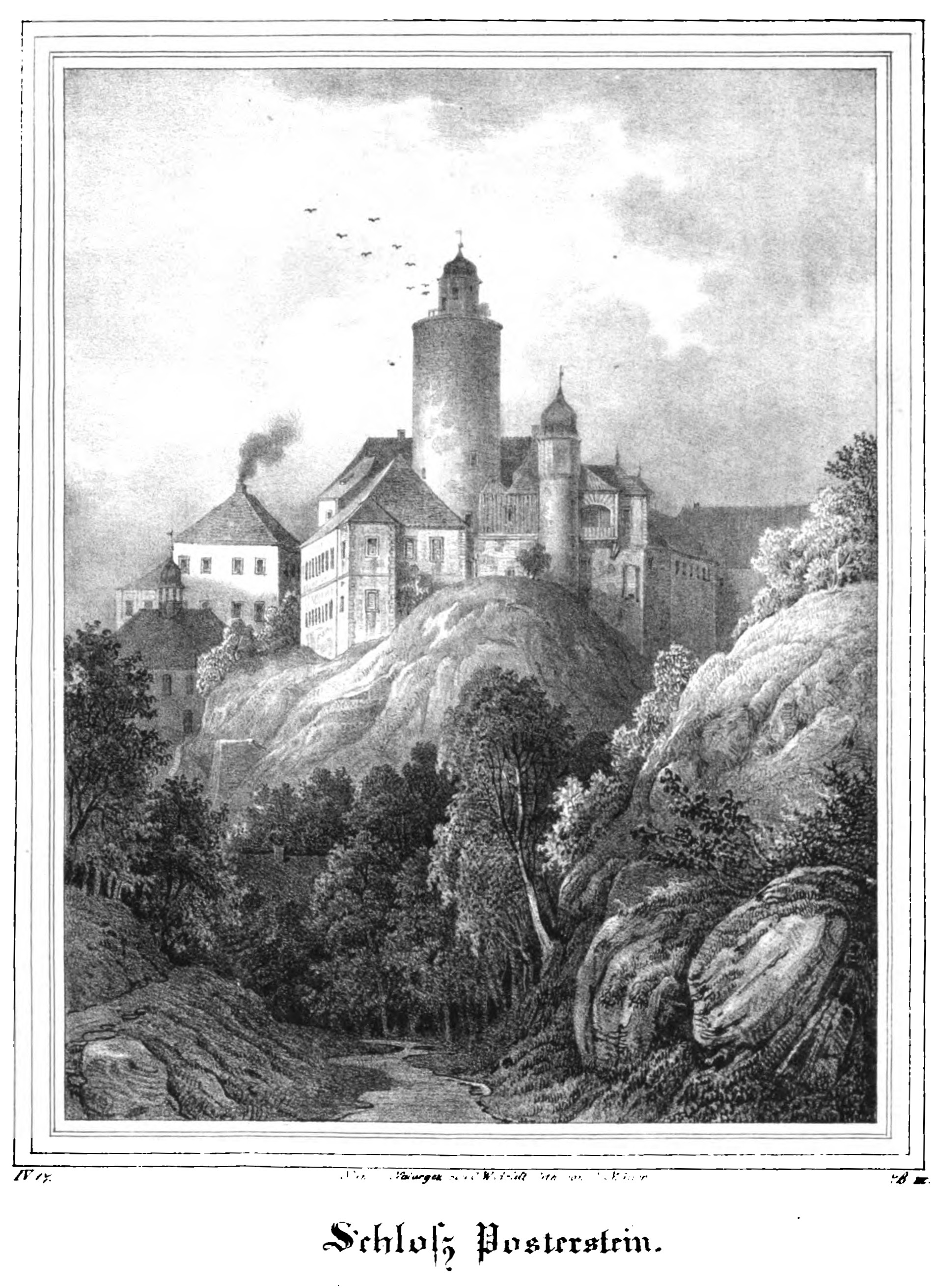
Posterstein en 1839

## Démographie
| 1900 | 1933 | 1939 | 1995 | 2000 | 2005 | 2010 |
| ---- | ---- | ---- | ---- | ---- | ---- | ---- |
| 436  | 432  | 413  | 366  | 518  | 504  | 464  |